# Herpyza grandiflora
Herpyza grandiflora là một loài thực vật có hoa trong họ Đậu. Loài này được (Griseb.) C.Wright miêu tả khoa học đầu tiên.